# Ernest Riedel
Ernest Riedel (Nueva York, 13 de julio de 1901-Cape Coral, 26 de marzo de 1983) fue un deportista estadounidense que compitió en piragüismo en la modalidad de aguas tranquilas.
Participó en dos Juegos Olímpicos de Verano en los años 1936 y 1948, obteniendo una medalla de bronce en la edición de Londres 1948 en la prueba de K1 10 000 m.

## Palmarés internacional
| Juegos Olímpicos | Juegos Olímpicos   | Juegos Olímpicos  | Juegos Olímpicos |
| Año              | Lugar              | Medalla           | Evento           |
| ---------------- | ------------------ | ----------------- | ---------------- |
| 1936             | Berlín ( Alemania) | Medalla de bronce | K1 10 000 m      |